# (35046) 1981 EL43
1981 EL43 (asteroide 35046) é um asteroide da cintura principal. Possui uma excentricidade de 0.07126360 e uma inclinação de 1.19757º.
Este asteroide foi descoberto no dia 3 de março de 1981 por Schelte J. Bus em Siding Spring.